# Anthony Okogie
Anthony Olubunmi Okogie (ur. 16 czerwca 1936 w Lagos) – nigeryjski duchowny katolicki, emerytowany arcybiskup Lagos, kardynał.

## Życiorys
Kształcił się kolejno w niższym i wyższym seminarium duchownym w Ibadan (studiował filozofię i teologię), następnie wyjechał na dalsze studia do Rzymu. W 1966 obronił licencjat teologii na uniwersytecie w Rzymie. Po powrocie do Nigerii przyjął święcenia kapłańskie 11 grudnia 1966 w Lagos z rąk arcybiskupa Johna Amuzu Aggeya. Pełnił szereg funkcji duszpasterskich w archidiecezji Lagos, a także w kurii metropolitalnej. Zajmował się m.in. problematyką edukacji katolickiej oraz religijnych rozgłośni radiowych. Pracował także jako wykładowca religii.
5 czerwca 1971 został mianowany biskupem pomocniczym Oyo, ze stolicą tytularną Mascula; sakry biskupiej udzielił mu Owen McCoy, biskup ordynariusz Oyo. 13 kwietnia 1973 przeszedł na stolicę arcybiskupią Lagos. Wziął m.in. udział w sesji specjalnej Światowego Synodu Biskupów, poświęconej Kościołowi katolickiemu w Afryce (kwiecień-maj 1994). 21 października 2003 został mianowany przez Jana Pawła II kardynałem, z tytułem prezbitera Beata Vergine Maria del Monte Carmelo a Mostacciano. Brał udział w konklawe 2005.
25 maja 2012 papież Benedykt XVI przyjął jego rezygnację z rządów w archidiecezji z powodu osiągnięcia wieku emerytalnego. Następcą został bp Alfred Martins z Abeokuty.
Brał udział w konklawe 2013, które wybrało papieża Franciszka. 16 czerwca 2016 skończył 80 lat i utracił prawo do udziału w konklawe.